# Ernesto Chevantón
Ernesto Javier Chevantón Espinosa (Juan Lacaze, 12 agosto 1980) è un allenatore di calcio ed ex calciatore uruguaiano, di ruolo attaccante.
Ha legato il proprio nome al Lecce, in cui ha militato dal 2001 al 2004 e poi nelle stagioni 2010-2011 e 2012-2013. Con la maglia dei salentini ha disputato 124 partite segnando 59 gol. Figura al quarto posto nella classifica dei marcatori di sempre del Lecce e al primo posto nella classifica dei marcatori del Lecce in Serie A (con 32 gol).
Con la maglia della nazionale uruguaiana ha disputato 22 gare dal 2001 al 2008, mettendo a segno 7 reti. Ha disputato con la Celeste la Copa América del 2001, mentre a livello giovanile, con la nazionale under-20 dell'Uruguay, nel 1999 il campionato sudamericano e il mondiale under-20.

## Biografia
Ha due figlie: Sofia Alessandra Chevanton e Sara Chevanton. Ha ottenuto il passaporto spagnolo durante la sua permanenza in Spagna.

## Caratteristiche tecniche
Giocava come attaccante centrale, ma poteva agire anche come seconda punta. Possedeva grande fiuto del gol, estro e tenacia.

## Carriera

### Club

#### Esordi e Danubio
Inizia la carriera professionistica nel Danubio, squadra uruguaiana dove gioca dal 1997 al 2001. In quattro stagioni segna 53 gol in massima serie, di cui 36 in 35 partite nel 2000 e diventando il terzo massimo capocannoniere della storia del calcio uruguaiano. con 33 gol

#### Lecce
Nell'estate del 2001 si trasferisce al Lecce, nella Serie A italiana, insieme al connazionale Guillermo Giacomazzi. Militerà per tre anni nel club giallorosso. Debutta in Serie A il 26 agosto 2001 nella partita Lecce-Parma (1-1), gara in cui segna il primo gol del campionato italiano di calcio 2001-2002 rubando il pallone al portiere parmense Frey, impegnato in un rinvio dalla sua area dopo due minuti dall'inizio dell'incontro. La prima stagione nella massima serie per il Lecce si chiude con la retrocessione. L'uruguaiano segna 11 gol in 27 partite.
Nella stagione 2002-2003 di Serie B Chevantón va a segno nelle prime sei giornate, un record nella storia del Lecce: gol al Ferraris contro la Sampdoria (sconfitta per 2-4), gol del pari contro la Salernitana (vittoria per 2-1), gol in casa del Messina (gara vinta per 0-2), rete in casa contro il Venezia (vittoria per 3-1), gol al San Nicola nel derby contro il Bari (1-1), gol in casa contro la Triestina (1-1). Con 16 reti in 30 partite in Serie B (miglior marcatore stagionale dei salentini) guida la squadra alla promozione in Serie A, ottenuta il 7 giugno 2003 al Via del mare contro il Palermo (3-0).
La stagione 2003-2004 è molto proficua: i 19 gol realizzati in Serie A in 31 partite valgono a Chevantón la quarta piazza nella classifica dei cannonieri della massima serie e la palma di migliore marcatore del Lecce in una singola stagione di Serie A, primato eguagliato l'anno successivo da Mirko Vučinić, autore di 19 reti in massima serie nel 2004-2005. Chevantón stabilisce inoltre il nuovo record di gol totali con la maglia dei salentini, attestandosi su quota 30 reti, grazie alle quali batte il precedente primato (29 gol) stabilito da Pedro Pablo Pasculli. Il primato sarà migliorato dallo stesso Chevantón nel campionato di Serie A 2010-2011, con altri 2 gol. Nel campionato di Serie A 2003-2004, chiuso dai salentini al decimo posto della classifica, l'uruguaiano si distingue soprattutto con tiri da fuori e calci di punizione. È di Chevantón anche il record di gol in gare consecutive del Lecce in Serie A, stabilito nel febbraio del 2004, quando le cinque reti dell'uruguagio in altrettanti incontri contribuiscono al filotto di 13 punti ottenuti dai giallorossi: l'attaccante va a segno in occasione delle vittorie in casa dell'Ancona (0-2) e in casa del Chievo (2-3), del pari in casa contro il Milan (1-1) e delle vittorie in casa del Brescia (1-2) e in casa contro il Modena (1-0). Considerando tutte le categorie, meglio di lui con il Lecce fece solo Anselmo Bislenghi, in gol in sette partite di fila nel campionato di Serie C 1951-1952.
Con la maglia giallorossa segna in tre stagioni 46 gol in 88 partite di campionato, cui si aggiungono 3 gol realizzati in 4 gare di Coppa Italia.
Con un totale de 64 gol fatti tra serie A serie B serie C e Coppa Italia

#### Monaco, Siviglia a Atalanta
Nell'estate del 2004 firma un contratto quadriennale con il Monaco, dove però (anche a causa di una serie di infortuni) raramente riesce a giocare ai livelli raggiunti in Italia. Riesce a concludere il campionato di Ligue 1 2004-2005 con 10 reti segnate, mentre in UEFA Champions League ne realizza 2. Nella stagione 2005-2006, nonostante l'annata negativa della sua squadra, è ancora autore di 10 gol in campionato.

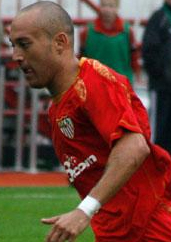
Chevantón al Siviglia nel 2008

Il 1º agosto 2006 viene ingaggiato dal Siviglia per 8 milioni di euro, con contratto quinquennale. Una serie di problemi alla schiena impedisce al giocatore di scendere in campo per le prime settimane della stagione 2006-2007, ma, dopo un gol in Coppa UEFA, Chevantón rientra nella Liga il 9 dicembre 2006 e realizza un gol in semirovesciata che consegna alla sua squadra la vittoria (2-1) nella partita casalinga contro il Real Madrid, squadra contro la quale va a segno anche nella gara di ritorno, con un preciso calcio di punizione. Con il club andaluso si aggiudica nella stagione 2006-2007 la Supercoppa UEFA, la Coppa UEFA (competizione in cui segna 4 gol) e la Coppa del Re. Nell'estate del 2007 si aggiudica la Supercoppa di Spagna.
Il 26 novembre 2009 il Siviglia ufficializza il prestito con diritto di riscatto dell'attaccante all'Atalanta. Il prezzo di riscatto viene fissato a circa 5 milioni di euro. Esordisce con la maglia nerazzurra nella gara contro il Palermo, terminata poi 1-0 a favore dei rosanero, e realizza il primo gol con i lombardi nella partita pareggiata per 2-2 fuori casa contro il Bologna il 20 gennaio 2010. Dopo un altro infortunio e la retrocessione della squadra, l'Atalanta decide di non riscattarlo.

#### Il ritorno a Lecce e il Colón
Il 22 agosto 2010 si svincola dal club spagnolo e ritorna al Lecce firmando un contratto annuale. Il giorno seguente viene presentato al Via del mare in occasione di un'amichevole precampionato contro il Valencia. Il 27 ottobre, durante la gara di Coppa Italia contro il Siena, realizza il primo gol in gare ufficiali della sua seconda esperienza a Lecce. Torna a calcare i campi di Serie A con i salentini il 29 agosto, nella trasferta contro il Milan (4-0). Il 24 novembre viene squalificato per 5 giornate per aver inseguito e colpito con un violento calcio un avversario e per avere inoltre, all'atto della consequenziale espulsione, rivolto all'arbitro un pesante insulto, togliendosi quindi la maglia, scagliandola in direzione del direttore di gara e reiterando le proteste anche nei confronti del quarto ufficiale. Non convocato per la sfida casalinga contro il Cesena, l'uruguaiano è poi oggetto di una dura conferenza stampa dell'allenatore Luigi De Canio. Il 2 febbraio 2011, nella trasferta contro il Parma, entrato a meno di 15 minuti dal termine della gara, Chevantón realizza il gol della vittoria al 92'. Al termine della partita dichiara ai microfoni di Sky Sport di essere rimasto a Lecce per i tifosi e di aver chiesto scusa all'allenatore De Canio per le incomprensioni dell'ultimo periodo. L'8 maggio, con un potente tiro di prima intenzione da fuori area, mette a segno il gol della vittoria casalinga per 2-1 contro il Napoli. Nonostante le poche presenze, Chevantón riesce a dare un contributo decisivo per la salvezza dei giallorossi con le sole 2 reti realizzate contro il Parma e contro il Napoli, ma alla fine della stagione il suo contratto con la squadra non viene rinnovato. Con i 2 gol stagionali in massima serie si porta a quota 32 reti complessive con il Lecce in Serie A, migliorando il proprio primato di migliore marcatore del club salentino nel torneo, già stabilito nella stagione 2003-2004.
Il 27 luglio 2011 firma per gli argentini del Colón (SF).
A causa del grave infortunio riportato al tendine d'Achille, decide di rescindere il contratto con il club argentino dopo solo pochi mesi, con 15 partite disputate e 6 gol segnati in campionato.

#### L'ultima esperienza leccese
Il 9 luglio 2012 torna al Lecce per la terza volta, diventando il primo giocatore nella storia a firmare un contratto a tempo indeterminato, con un salario da minimo sindacale. Il 14 ottobre 2012, allo stadio Via del mare, torna per la terza volta a vestire la maglia giallorossa, nella partita Lecce-Virtus Entella (4-2), subentrando nei minuti finali dell'incontro. Il 3 febbraio 2013 si improvvisa portiere per la seconda volta in carriera (lo aveva già fatto in una partita di Coppa del Re con il Siviglia) nella partita Lecce-Treviso (2-1), prendendo il posto, tra i pali, dell'infortunato Benassi, a sostituzioni già ultimate negli ultimi 16 minuti della partita, in cui riesce peraltro a mantenere inviolata la porta. Ritorna al gol con il Lecce il 10 febbraio seguente, nella partita Tritium-Lecce (0-3), segnando su rigore la seconda marcatura salentina. Con questo gol segna con la maglia giallorossa in tutte e tre le categorie del calcio professionistico italiano. Sigla la sua seconda rete in campionato il 18 febbraio al 93º minuto nella partita contro il Como, terminata 2-0 per la squadra giallorossa. Il 28 aprile realizza un gol importante per i salentini a Bolzano nella gara contro il Südtirol, tenendo vive le speranze di primo posto in classifica della sua squadra. Segna la sua prima doppietta della stagione in Lecce-Carpi 2-2 del 5 maggio, consentendo alla squadra di recuperare così il doppio svantaggio. In totale firma 5 reti in stagione, più uno segnato nella semifinale di ritorno dei play-off in Lecce-Virtus Entella (2-1). Alla fine della stagione 2012-2013, non vedendosi rinnovare il contratto, lascia il Lecce da svincolato, nonostante gli attestati di stima dimostratigli dalla società appena un anno prima.

#### Queens Park Rangers e Liverpool Montevideo
Il 25 settembre 2013 firma un contratto di tre mesi con il QPR, club militante in Football League Championship. Fa il suo debutto con i londinesi il 5 ottobre, subentrando dalla panchina a Niko Kranjčar nella gara vinta 2-0 contro il Barnsley. Il 24 dicembre, scaduto il contratto, resta svincolato. Chiude l'esperienza inglese con sole 2 presenze e nessun gol segnato.
Si trasferisce, poi, al Liverpool (M), facendo ritorno in Uruguay. Con il club della capitale segna 6 reti in 15 partite.

#### Il ritiro e il ritorno nelle serie minori italiane
Il 1º settembre 2015, tramite il proprio account ufficiale Twitter, decide di annunciare il ritiro dal calcio giocato.
A due anni dal ritiro e a tre dall'ultima gara giocata, nell'agosto 2017 riparte dalla Terza Categoria pugliese, con la maglia del Soccer Dream Parabita, squadra della cui compagine iuniores è allenatore dall'aprile 2017. Il 10 dicembre, al debutto, segna una tripletta nel successo per 5-0 contro l'Andrano. Contribuisce alla promozione del club in Seconda Categoria, realizzando 16 gol in 3 partite.
Nel 2023 torna in campo in Terza Categoria con il Soccer Dream 2000

### Nazionale
È stato nel giro della nazionale uruguaiana, con cui ha esordito nel 2001 contro la Bolivia in Coppa America. Dopo un'assenza di tre anni dovuta a contrasti con il commissario tecnico della Celeste, è rientrato in nazionale il 27 settembre 2008 per la sfida contro l'Argentina, valida per le qualificazioni al campionato del mondo 2010. Rimane quella la sua ultima presenza con la selezione uruguaiana.

### Allenatore
Nell'aprile 2017 guida gli Allievi del club salentino del Soccer Dream Parabita alla vittoria nel girone H del campionato regionale di categoria e a luglio inizia il corso da allenatore a Coverciano che consente di allenare in Serie D. Nella stagione 2017-2018 allena la formazione Juniores del Soccer Dream Parabita e vince di nuovo il campionato. Il 10 luglio 2018 annuncia di aver lasciato il club pugliese.
Il 29 agosto 2020 assume il ruolo di collaboratore tecnico della formazione Primavera del Lecce, guidata dall'allenatore Vito Grieco. Nella stagione 2021-2022 è allenatore dell'Under-15 giallorossa. Nell'agosto 2022 torna a far parte dello staff della Primavera del club salentino, questa volta come vice dell'allenatore Federico Coppitelli, con il quale vince il campionato. Si separa dal club il 30 giugno 2023, alla scadenza del contratto. Nel 2023 -2024 è allenatore della U15 del Lecce

## Statistiche

### Presenze e reti nei club
Statistiche aggiornate al 5 agosto 2021.
| Stagione            | Squadra         | Campionato      | Campionato | Campionato | Coppe nazionali | Coppe nazionali | Coppe nazionali | Coppe continentali | Coppe continentali | Coppe continentali | Altre coppe | Altre coppe | Altre coppe | Totale | Totale |
| Stagione            | Squadra         | Comp            | Pres       | Reti       | Comp            | Pres            | Reti            | Comp               | Pres               | Reti               | Comp        | Pres        | Reti        | Pres   | Reti   |
| ------------------- | --------------- | --------------- | ---------- | ---------- | --------------- | --------------- | --------------- | ------------------ | ------------------ | ------------------ | ----------- | ----------- | ----------- | ------ | ------ |
| 1997                | Danubio         | PD              | 1          | 0          | -               | -               | -               | -                  | -                  | -                  | -           | -           | -           | 1      | 0      |
| 1998                | Danubio         | PD              | 1          | 0          | -               | -               | -               | -                  | -                  | -                  | -           | -           | -           | 1      | 0      |
| 1999                | Danubio         | PD              | 9          | 3          | L               | ?               | ?               | -                  | -                  | -                  | -           | -           | -           | 9      | 3      |
| 2000                | Danubio         | PD              | 35         | 36         | L               | 5               | 3               | -                  | -                  | -                  | -           | -           | -           | 40     | 39     |
| gen.-ago. 2001      | Danubio         | PD              | 16         | 14         | L               | -               | -               | -                  | -                  | -                  | -           | -           | -           | 16     | 14     |
| Totale Danubio      | Totale Danubio  | Totale Danubio  | 62         | 53         |                 | 5               | 3               |                    | -                  | -                  |             | -           | -           | 67     | 56     |
| 2001-2002           | Lecce           | A               | 27         | 11         | CI              | 0               | 0               | -                  | -                  | -                  | -           | -           | -           | 27     | 11     |
| 2002-2003           | Lecce           | B               | 30         | 16         | CI              | 3               | 2               | -                  | -                  | -                  | -           | -           | -           | 33     | 18     |
| 2003-2004           | Lecce           | A               | 31         | 19         | CI              | 1               | 1               | -                  | -                  | -                  | -           | -           | -           | 32     | 20     |
| 2004-2005           | Monaco          | L1              | 27         | 10         | CF+CdL          | 4+0             | 1               | UCL                | 8                  | 4                  | -           | -           | -           | 39     | 15     |
| 2005-2006           | Monaco          | L1              | 23         | 10         | CF+CdL          | 2+0             | 0               | UCL+CU             | 1+2                | 0+1                | -           | -           | -           | 28     | 11     |
| Totale Monaco       | Totale Monaco   | Totale Monaco   | 50         | 20         |                 | 6               | 1               |                    | 11                 | 5                  |             | -           | -           | 67     | 26     |
| 2006-2007           | Siviglia        | PD              | 17         | 4          | CR              | 4               | 1               | CU                 | 5                  | 4                  | SU          | 0           | 0           | 26     | 9      |
| 2007-2008           | Siviglia        | PD              | 8          | 1          | CR              | 4               | 2               | UCL                | 0                  | 0                  | SS+SU       | 0+0         | 0           | 12     | 3      |
| 2008-2009           | Siviglia        | PD              | 8          | 3          | CR              | 1               | 0               | CU                 | 2                  | 0                  | -           | -           | -           | 11     | 3      |
| 2009-gen. 2010      | Siviglia        | PD              | 1          | 0          | CR              | 0               | 0               | UEL                | 0                  | 0                  | -           | -           | -           | 1      | 0      |
| Totale Siviglia     | Totale Siviglia | Totale Siviglia | 34         | 8          |                 | 9               | 3               |                    | 7                  | 4                  |             | 0           | 0           | 50     | 15     |
| gen.-giu. 2010      | Atalanta        | A               | 12         | 2          | CI              | -               | -               | -                  | -                  | -                  | -           | -           | -           | 12     | 2      |
| 2010-2011           | Lecce           | A               | 14         | 2          | CI              | 2               | 2               | -                  | -                  | -                  | -           | -           | -           | 16     | 4      |
| 2011-2012           | Colón (SF)      | PD              | 15         | 6          | CA              | 1               | 0               | -                  | -                  | -                  | -           | -           | -           | 16     | 6      |
| 2012-2013           | Lecce           | 1D              | 10+4       | 5+1        | CI+CI-LP        | 0+2             | 0               | -                  | -                  | -                  | -           | -           | -           | 16     | 6      |
| Totale Lecce        | Totale Lecce    | Totale Lecce    | 112+4      | 53+1       |                 | 8               | 5               |                    | -                  | -                  |             | -           | -           | 124    | 59     |
| set. 2013-dic. 2013 | QPR             | FLC             | 2          | 0          | FACup+CdL       | 0+0             | 0               | -                  | -                  | -                  | -           | -           | -           | 2      | 0      |
| 2014                | Liverpool (M)   | PD              | 15         | 6          | L               | 1               | 0               | -                  | -                  | -                  | -           | -           | -           | 16     | 6      |
| Totale carriera     | Totale carriera | Totale carriera | 302+4      | 148+1      |                 | 30              | 12              |                    | 18                 | 9                  |             | 0           | 0           | 354    | 170    |

### Cronologia presenze e reti in nazionale
| Cronologia completa delle presenze e delle reti in nazionale ― Uruguay | Cronologia completa delle presenze e delle reti in nazionale ― Uruguay | Cronologia completa delle presenze e delle reti in nazionale ― Uruguay | Cronologia completa delle presenze e delle reti in nazionale ― Uruguay | Cronologia completa delle presenze e delle reti in nazionale ― Uruguay | Cronologia completa delle presenze e delle reti in nazionale ― Uruguay | Cronologia completa delle presenze e delle reti in nazionale ― Uruguay | Cronologia completa delle presenze e delle reti in nazionale ― Uruguay |
| Data                                                                   | Città                                                                  | In casa                                                                | Risultato                                                              | Ospiti                                                                 | Competizione                                                           | Reti                                                                   | Note                                                                   |
| ---------------------------------------------------------------------- | ---------------------------------------------------------------------- | ---------------------------------------------------------------------- | ---------------------------------------------------------------------- | ---------------------------------------------------------------------- | ---------------------------------------------------------------------- | ---------------------------------------------------------------------- | ---------------------------------------------------------------------- |
| 14-7-2001                                                              | Medellín                                                               | Bolivia                                                                | 0 – 1                                                                  | Uruguay                                                                | Coppa America 2001 - 1º turno                                          | 1                                                                      | 79’                                                                    |
| 4-9-2001                                                               | Lima                                                                   | Perù                                                                   | 0 – 2                                                                  | Uruguay                                                                | Qual. Mondiali 2002                                                    | -                                                                      | 65’                                                                    |
| 7-10-2001                                                              | Montevideo                                                             | Uruguay                                                                | 1 – 1                                                                  | Colombia                                                               | Qual. Mondiali 2002                                                    | -                                                                      | 46’                                                                    |
| 20-11-2001                                                             | Melbourne                                                              | Australia                                                              | 1 – 0                                                                  | Uruguay                                                                | Qual. Mondiali 2002                                                    | -                                                                      | 77’                                                                    |
| 28-3-2003                                                              | Tokyo                                                                  | Giappone                                                               | 2 – 2                                                                  | Uruguay                                                                | Amichevole                                                             | -                                                                      | 63’                                                                    |
| 16-7-2003                                                              | La Plata                                                               | Argentina                                                              | 2 – 2                                                                  | Uruguay                                                                | Amichevole                                                             | 1                                                                      |                                                                        |
| 20-8-2003                                                              | Firenze                                                                | Uruguay                                                                | 2 – 3                                                                  | Argentina                                                              | Amichevole                                                             | -                                                                      | 49’                                                                    |
| 7-9-2003                                                               | Montevideo                                                             | Uruguay                                                                | 5 – 0                                                                  | Bolivia                                                                | Qual. Mondiali 2006                                                    | 2                                                                      |                                                                        |
| 10-9-2003                                                              | Asunción                                                               | Paraguay                                                               | 4 – 1                                                                  | Uruguay                                                                | Qual. Mondiali 2006                                                    | 1                                                                      |                                                                        |
| 15-11-2003                                                             | Montevideo                                                             | Uruguay                                                                | 2 – 1                                                                  | Cile                                                                   | Qual. Mondiali 2006                                                    | 1                                                                      |                                                                        |
| 19-11-2003                                                             | Curitiba                                                               | Brasile                                                                | 3 – 3                                                                  | Uruguay                                                                | Qual. Mondiali 2006                                                    | -                                                                      | 54’                                                                    |
| 18-2-2004                                                              | Kingston                                                               | Giamaica                                                               | 2 – 0                                                                  | Uruguay                                                                | Amichevole                                                             | -                                                                      | 59’                                                                    |
| 31-3-2004                                                              | Montevideo                                                             | Uruguay                                                                | 0 – 3                                                                  | Venezuela                                                              | Qual. Mondiali 2006                                                    | -                                                                      | 59’                                                                    |
| 1-6-2004                                                               | Montevideo                                                             | Uruguay                                                                | 1 – 3                                                                  | Perù                                                                   | Qual. Mondiali 2006                                                    | -                                                                      |                                                                        |
| 6-6-2004                                                               | Barranquilla                                                           | Colombia                                                               | 5 – 0                                                                  | Uruguay                                                                | Qual. Mondiali 2006                                                    | -                                                                      |                                                                        |
| 9-10-2004                                                              | Buenos Aires                                                           | Argentina                                                              | 4 – 2                                                                  | Uruguay                                                                | Qual. Mondiali 2006                                                    | 1                                                                      | 43’                                                                    |
| 12-10-2004                                                             | La Paz                                                                 | Bolivia                                                                | 0 – 0                                                                  | Uruguay                                                                | Qual. Mondiali 2006                                                    | -                                                                      | 78’                                                                    |
| 16-11-2004                                                             | Montevideo                                                             | Uruguay                                                                | 1 – 0                                                                  | Paraguay                                                               | Qual. Mondiali 2006                                                    | -                                                                      |                                                                        |
| 30-3-2005                                                              | Montevideo                                                             | Uruguay                                                                | 1 – 1                                                                  | Brasile                                                                | Qual. Mondiali 2006                                                    | -                                                                      | 72’                                                                    |
| 4-6-2005                                                               | Maracaibo                                                              | Venezuela                                                              | 1 – 1                                                                  | Uruguay                                                                | Qual. Mondiali 2006                                                    | -                                                                      | 84’                                                                    |
| 7-6-2005                                                               | Lima                                                                   | Perù                                                                   | 0 – 0                                                                  | Uruguay                                                                | Qual. Mondiali 2006                                                    | -                                                                      | 71’                                                                    |
| 11-10-2008                                                             | Buenos Aires                                                           | Argentina                                                              | 2 – 1                                                                  | Uruguay                                                                | Qual. Mondiali 2010                                                    | -                                                                      | 73’                                                                    |
| Totale                                                                 |                                                                        | Presenze                                                               | 22                                                                     |                                                                        | Reti                                                                   | 7                                                                      |                                                                        |

## Palmarès

### Club

#### Competizioni internazionali
- Coppa UEFA: 1

Siviglia: 2006-2007
- Supercoppa UEFA: 1

Siviglia: 2006

#### Competizioni nazionali
- Coppa di Spagna: 1

Siviglia: 2006-2007
- Supercoppa di Spagna: 1

Siviglia: 2007

#### Competizioni provinciali
- Terza Categoria: 1

Soccer Dream Parabita: 2017-2018

#### Individuali
- Capocannoniere del campionato uruguaiano: 1

2000 realizzando 33 reti e diventando il terzo massimo capocannoniere della storia del calcio uruguaiano